# Atys (fils de Crésus)
Pour les articles homonymes, voir Atys.
Atys était l'un des deux fils de Crésus roi de Lydie.  Un songe lui ayant indiqué que ce fils périrait par le fer, Crésus lui choisit une épouse et l'éloigna des armées, à la tête desquelles il avait coutume de l'envoyer. Il fit enlever les dards, les piques, et toutes les d'armes offensives des appartements où elles étaient suspendues, et les fit entasser dans des magasins, de peur qu'il n'en tombât quelqu'une sur son fils. Toutes ces précautions furent hélas vaines, la sinistre prémonition se réalisa au cours d'une partie de chasse au cours de laquelle Atys périt transpercé par  le javelot du Phrygien Adraste.